# Сегментная адресация памяти
Сегментная адресация памяти — схема логической адресации памяти компьютера в архитектуре x86. Линейный адрес конкретной ячейки памяти, который в некоторых режимах работы процессора будет совпадать с физическим адресом, делится на две части: сегмент и смещение. Сегментом называется условно выделенная область адресного пространства определённого размера, а смещением — адрес ячейки памяти относительно начала сегмента. Базой сегмента называется линейный адрес (адрес относительно всего объёма памяти), который указывает на начало сегмента в адресном пространстве. В результате получается сегментный (логический) адрес, который соответствует линейному адресу база сегмента+смещение и который выставляется процессором на шину адреса.
Селектором называется число (в x86 — 16-битное), однозначно определяющее сегмент. Селектор загружается в сегментные регистры.
В реальном и защищённом режимах x86-процессора функционирование сегментной адресации отличается.

## Сегментная адресация в реальном режиме
В реальном режиме процессора всё адресное пространство делится на одинаковые сегменты размером 65536 байт ({\displaystyle 2^{16}} байт). Начало каждого последующего сегмента (так называемая База сегмента) смещено относительно базы предыдущего на минимальный размер сегмента, то есть на 16 байт (т. н. параграф). Таким образом, сегменты могут частично перекрывать друг друга. (Например, байт 17 сегмента 2 — это также и байт {\displaystyle 1=17-16} сегмента 3, и байт {\displaystyle 33=17+16} сегмента 1.)
Селектор 16-разрядный и задаёт номер сегмента. Учитывая, что сегменты следуют друг за другом с постоянным интервалом в 24=16 байт, очень легко выяснить линейный адрес сегмента, умножая его на 16 (или сдвигая на 4 бита влево).

## Сегментная адресация в защищённом режиме (селекторная адресация)
В защищённом режиме процессора адресное пространство задачи делится на сегменты различных размеров с различными базами. Для определения базы и размера сегментов служат дескрипторы сегментов, хранящиеся в дескрипторных таблицах (GDT и LDT).
Здесь сегменты № 3 и № 11 указывают на одну и ту же область и являются псевдонимами (алиасными от англ. Alias). Сегмент № 7 охватывает сегменты № 1, № 2, № 3 и № 11. Сегмент № 5 указывает на GDT, позволяя её изменять (это никак не относится к GDT — её настоящий дескриптор хранится в регистре GDTR (показан жёлтым)). Адресация через локальную таблицу дескрипторов (LDT) происходит аналогично.
Селектор также 16-разрядный, но делится на три части: RPL (биты 0-1), TI (бит 2) и номер дескриптора (биты 3-15).
- RPL — см.: Сегментная защита памяти;
- TI определяет дескрипторную таблицу (GDT или LDT при 0 или 1 соответственно), из которой выбирается дескриптор;
- номер дескриптора — порядковый номер в дескрипторной таблице. Так как размер дескриптора равен восьми байтам, а номер дескриптора начинается с третьего бита, то можно адресовать дескриптор (если надо), просто обнулив RPL и TI.